# Osmoderma richteri
Osmoderma richteri är en skalbaggsart som beskrevs av Medvedev 1953. Osmoderma richteri ingår i släktet Osmoderma och familjen Cetoniidae. Inga underarter finns listade i Catalogue of Life.